# マプチェ族
マプチェ族（マプチェぞく、Mapuche、マプーチェ族とも表記される）は、チリ中南部からアルゼンチン南部に住むアメリカ先住民。民族名は、彼らが話すマプチェ語で「大地」（Mapu）に生きる「人々」（Che）を意味する。マプチェ族は、南アメリカ南部を支配し、インカ帝国やスペインの侵略に対し長く抵抗を続けた民族として知られており、コンキスタドールが南アメリカ大陸に足を踏み入れてから500年余り、各国で先住民の同化が進む中、マプチェ族は支配にあらがい、同化を拒み続け、「抵抗する民」として名をはせてきた。
彼らは生計を牧畜と農業に依存し、ロンコ（Lonko）と呼ばれる首長のもとで血縁関係を単位とした社会を構成していた。戦争のときには「トキ」（toqui「斧を持つ者」の意）というリーダーを選出し、その下に連合してより大きな集団を形成することもあった。

## 概要

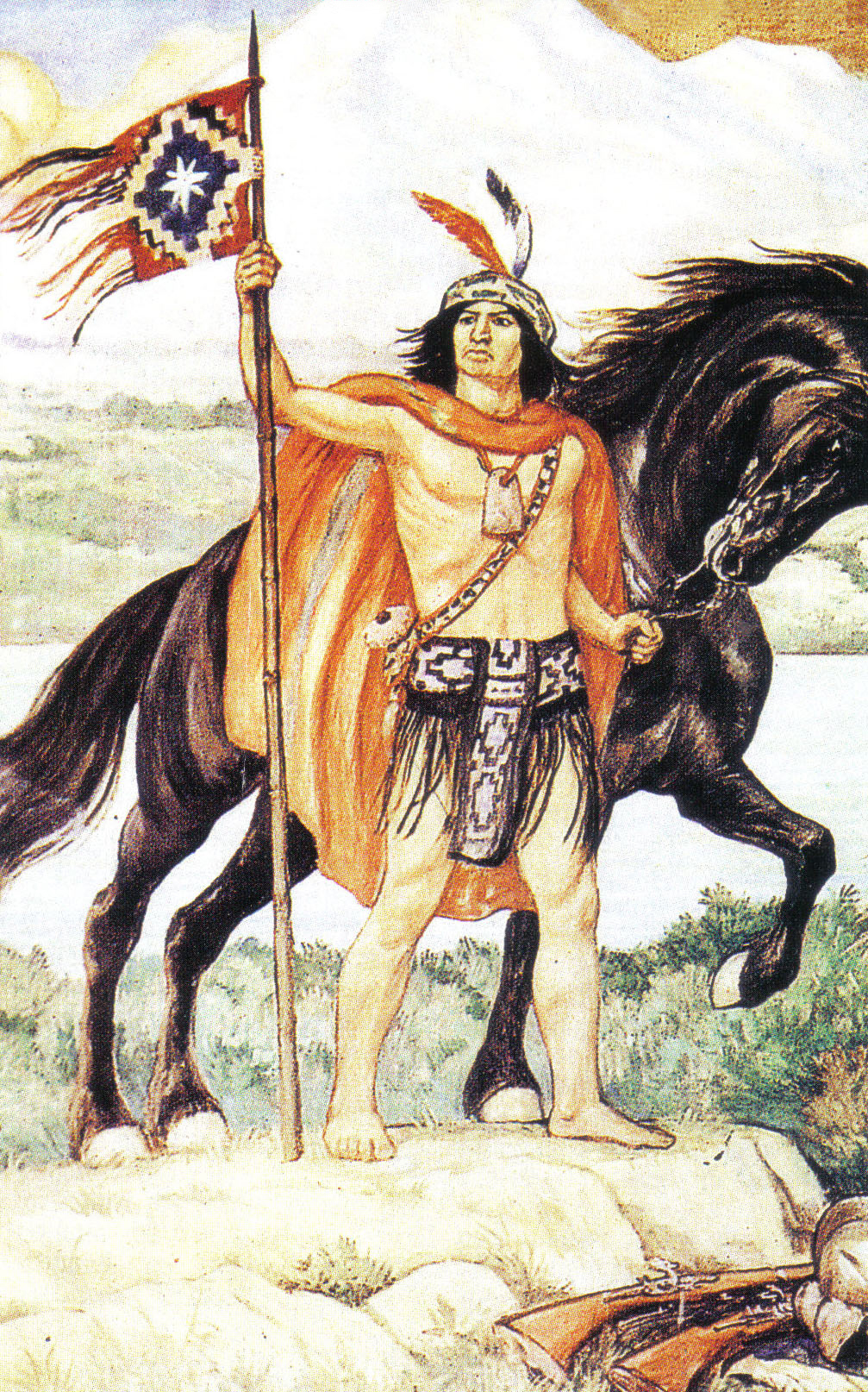
スペイン人に立ち向かったマプーチェ人の英雄ラウタロ

16世紀以降南アメリカに進出したスペイン人の報告では、彼らはアラウカノ族 (Araucanos) またはアラウコ（アラウカーノ）語族 (Araukanians) と呼ばれていたが、現在では軽蔑的な言葉としてこれは忌避され、チリやアルゼンチンではもっぱら「マプチェ族」の表現が用いられており、彼ら自身もこれを歓迎している。araucanoの語源は、一般に信じられているケチュア語で「反逆者」を意味するaraucoではなく、マプチェ語で「泥の水」の意である地名Araucoから来ていると言われる。
マプチェ族は共通の社会構成、宗教、経済構造、言語的遺産を引き継いだ数多いグループからなる広い地域に住む民族である。その影響はアコンカグア川とアルゼンチンのラ・パンパ州に挟まれた地区全域に及んだ。チリ中部の山峡地域に住み、スペイン人からはインカ帝国の一部とみなされたピクンチェ族や、ウイジチェ族、クンコ族も同じ一派と考えられている。マプチェ族は、ウイジチェ族・ラフケンチェ族およびペウンチェ族と同様にイタタ川とトルテン川の間にある谷に住んでいた。これは、「マプチェ族」をラ・アラウカニア州に居留した部族に限定した狭義でも、ピクンチェ・ウイジチェなど諸族を含みアラウカーノ語族とした広義でも当てはまる。フェルディナンド・マゼランによってパタゴン族と呼ばれた北部のAonikenk族は、マプチェ族と交流を持ち言語や文化への影響を受けたラ・パンパ地域のテウェルチェ族に属する少数部族とされている。このようなマプチェ族の言語や文化が南アメリカ西部の諸族へ影響を及ぼす過程はスペインの進出後も継続し、この一連の伝播をアラウカナイゼーションと呼ぶ。
チリの統計によると、チリのマプチェ族はほとんどが土着の家系ではなくなっている一方で、60%を越える一般のチリ人は、彼ら自身は認めない傾向にあるが、様々な比率ながらアメリカ先住民族との混血である。2002年のチリの国勢調査では、マプチェ族の人口は604,349人である。チリの人口に占めるマプチェ族の割合は約9%であり、アルゼンチンに至っては先住民全体でも約3%にすぎない。アルゼンチン側では約300,000人がアンデス山脈に居住している。マプチェ族の多くは先祖伝来の土地を失い、サンティアゴ・デ・チレなどの大都市で、恵まれない環境の中で生活している（チリの人口統計を参照）。

## 歴史

### 歴史への登場とアラウコ戦争
マプチェ族の名が歴史に記されるのは、新大陸発見以降のスペイン進出に始まる。それ以前のマプチェ族は、大規模な連合こそ形成されなかったが、長年のインカ帝国の侵略に耐え、これを跳ね除けて来た（マウレの戦い）。コンキスタドール（征服者）のディエゴ・デ・アルマグロとのレイノウェレンの戦い）、さらにラウタロやカウポリカンやコロコロといった優秀な指導者の登場により、16世紀に現れた新たな侵略者・スペインに対しても300年以上闘い続けた。侵略初期に奪われた土地を取り戻し、19世紀後半まで自治を維持した例もある。ビオビオ川はマプチェ抵抗の地として知られ、彼らは自然の地形を利用してスペインへの反抗を続けた。この間、しばしば交易や外交的な交渉が取り交わされるなど、マプチェとスペインの関係は必ずしも膠着的な戦闘状態にあったわけではない。それでも、アラウコ戦争(en)と呼ばれる長期にわたる対立はアロンソ・デ・エルシージャ(en)の叙事詩『ラ・アラウカーナ(en)』に残され、その記憶は消えることは無い。
チリがスペイン王国から分離独立した際、一部に協力的な者もいたが、ほとんどのマプチェ族は無関心か、もしくはその出来事そのものを知らなかった。この認識不足は、入植者たちがもたらすマプチェに与える脅威についてあまり深刻に考えておらず、過去からこの土地で受け継いできた暮らしが変わる可能性を想像だにしていなかったことを証明している。事実、チリ独立後もマプチェ族はビオビオ川北岸に住む用心深い植民者たちと、時に衝突を起こすこともあったが、おおむね問題なく共存し交易を行っていた。だが、チリ政府は膨張する経済を支える資本を獲得するためにも、アラウカニアを支配下に置く準備を進めていた。

### アラウカニア制圧作戦

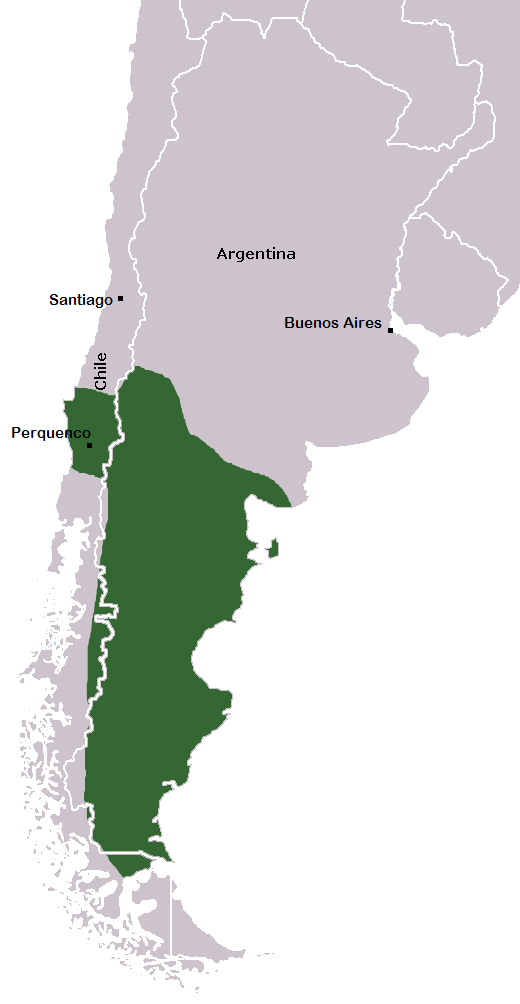
アラウカニア・パタゴニア王国

フランス人弁護士兼冒険家のオルリ・アントワーヌ・ド・トゥナンが「アラウカニアの王」と称し、マプチェ族の土地を中心に独立国家アラウカニア・パタゴニア王国（1860年 - 1862年）の建国を宣言したが、他国からの承認を得られるはずもなく、かえってチリ側に非合法国家の打倒という口実を与えてしまった。アラウカニア・パタゴニア王国はリーダー不在で瓦解し、チリ政府はマプチェ族の土地を圧迫し、1880年代半ばから後半にかけてこれを占拠した。これは「アラウカニア制圧作戦」と呼ばれる。この征服の背景には、元々チリにとってマプチェの土地は自国のものだという1800年代後半の思想が根底にあり、さらにチリ人の人口増加がもたらす経済活動がマプチェとの境界線を圧迫し始めた点がある。さらに、当時ボリビア・ペルー連合に対する南米の太平洋戦争の渦中にあったチリは、戦勝のために大規模な常設陸軍の整備やライフル銃を始めとした近代兵器の自国内製造を実現していた。太平洋戦争終結とともにこれらの兵力はマプチェとの戦闘に投入された。さらに通信網の整備などもあり、マプチェ族は地理的に南北双方から、さらなる軍事力によって押さえつけられた。
激しい戦闘と外交交渉とを織り交ぜながら、チリ政府はマプチェ族の首長たちから彼らの土地をチリに併呑する同意を取り付け、条約を締結した。これには、マプチェ側にとって拒みがたい事情があった。長引く戦争の影響から飢餓と病気が蔓延し、ある報告によればかつては50万の人口を誇ったマプチェ族は25,000人まで著しい減少を見せていた。この数字の推移には意図的な誇張が紛れ込んでいるとの主張もある。しかしながら、占領下に置かれたマプチェ族のかなりの比率が抑留され、農業や交易で成り立っていた彼らの経済活動はほとんどの地域で破壊され、彼らが所有していた大量の銀や宝石類を含む動産や不動産などの財産がチリ政府の国庫に納められるために没収され、さらに、アメリカ合衆国の「強制移住法」と同じような「reducciones」と呼ばれる一連の制度で縛られるに至り、人口減少数の信憑性云々に関係なくその末路は同じようなものだったと言えた。彼らは、追いやられ略奪され、極度の貧困に晒される結果となった。

### 現代

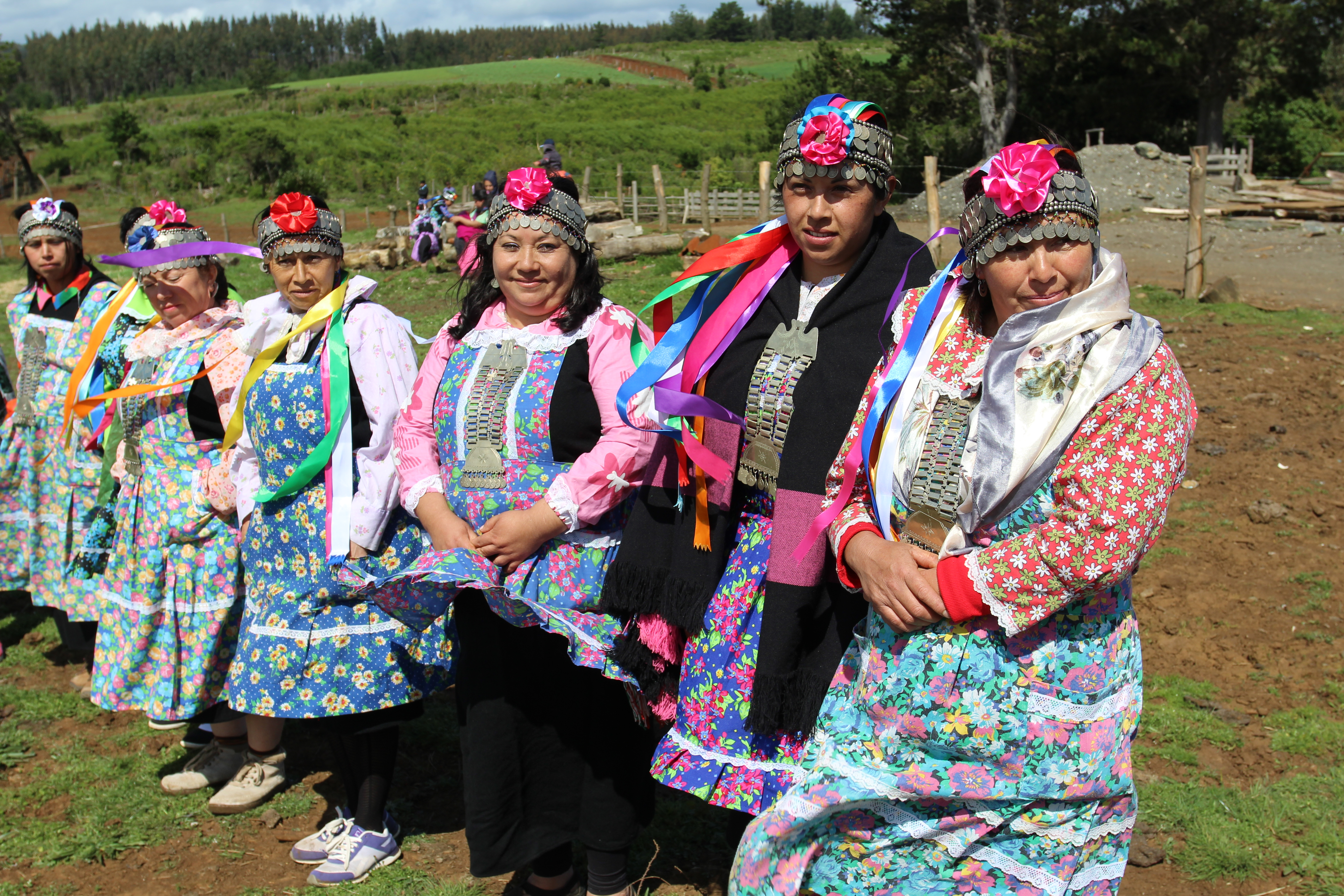
マプチェの女性

現在、マプチェ族の子孫はチリとアルゼンチンに跨る地域に多く居住し、ラ・アラウカニア州の住民のうち80%を占め、ロス・ラゴス州、ビオビオ州およびマウレ州でも人口比率が高い。伝統を継承し農業を中心とした生活を続けている者もいるが、大多数がより良い収入を求めて都市部へ移り棲みつつある。しかしながら、彼らはさまざまな差別の対象にあり、経済面や公的な面で不遇な状態にある。
マプチェ族が特に多いラ・アラウカニア州では、国軍の駐留に抵抗したため、ピノチェト政権時代には多くの先住民が非業の死を遂げ、1990年の民主化で政府との対話が始まったが頓挫し、土地や水の権利を求めるデモや占拠が各地で続いている。近年では彼らの先住する土地を開発する林業系大企業にも向けられ、地権争いなどに端を発した暴力の応報が続き、特にラ・アラウカニア州北部のTraiguén区やルマコ区に挟まれた歴史的に激しい紛争が続いた地区で頻発している。そのため、彼ら反抗組織のリーダーやマプチェ族の政治活動には、近年になってもピノチェト政権時の対テロリズム法が取り締まりや起訴に適用されている。その法律では検察は6ヶ月間証拠の提出を拒むことができ、また裁判において喚問した証人をスクリーンの向こうから証言させて匿名のままにすることが可能になる。ピノチェト政権時の対テロリズム法をマプチェ族に適用して厳罰化したが、服役囚はハンガー・ストライキを起こし、国連に仲介を求めてサンティアゴの国連施設に立てこもったグループもいる。
チリ人が「Araucanía」、マプチェ族が「Ngulu Mapu」と呼ぶチリ人の林業会社が所有するふたつの地域の森林資源に対して日本とスイスが利権確保に動いた際、マプチェ族はこれらラジアータパイン（モントレーマツ）やユーカリなどの森林は本来彼らが植樹し大量の水と肥料を与えて育てたもので、資源の権利は彼らに帰すと主張した。また、チリから年間約6億ドルにのぼる木材を輸入するアメリカでは、そのほとんどが南部地域で伐採されていることから、熱帯保護キャンペーン団体Forest Ethicsが先導し、ホームデポなど主要な輸入業者から「チリの原生林を保護する」木材の購買方針へ変更する同意を取り付けるなどの動きもある。しかし、マプチェ族首長の中にはこれでも不充分との声があり、一部の団体はUNPOに参加して国際的な関心や所有地の権利や文化の保護を訴える活動を行っている。これらを受け、チリ政府もマプチェ族を受益者とし資源開発と彼らの生活水準向上を両立させることを目的とした「先住民コミュニティ管理プロジェクト」を2003年から実施している。
近年、チリ政府はマプチェ族の待遇を改善するいくつかの施策を試しつつある。例えば、テムコ市では小学校にマプチェ語や文化の授業を加える試みが行なわれている。また、政府の特務機関である委員会（the Commission for Historical Truth and New Treatment）は2003年にレポートを提出し、80%以上がマプチェ族によって占められる先住民族について彼らへの政策を大胆に改善すべきとの見解を纏めた。その中では、文化的アイデンティティの促進以外にも、政治そして「領土」に関する権利についても公的にこれを認めるべきとの内容を含んでいる。

## 文化

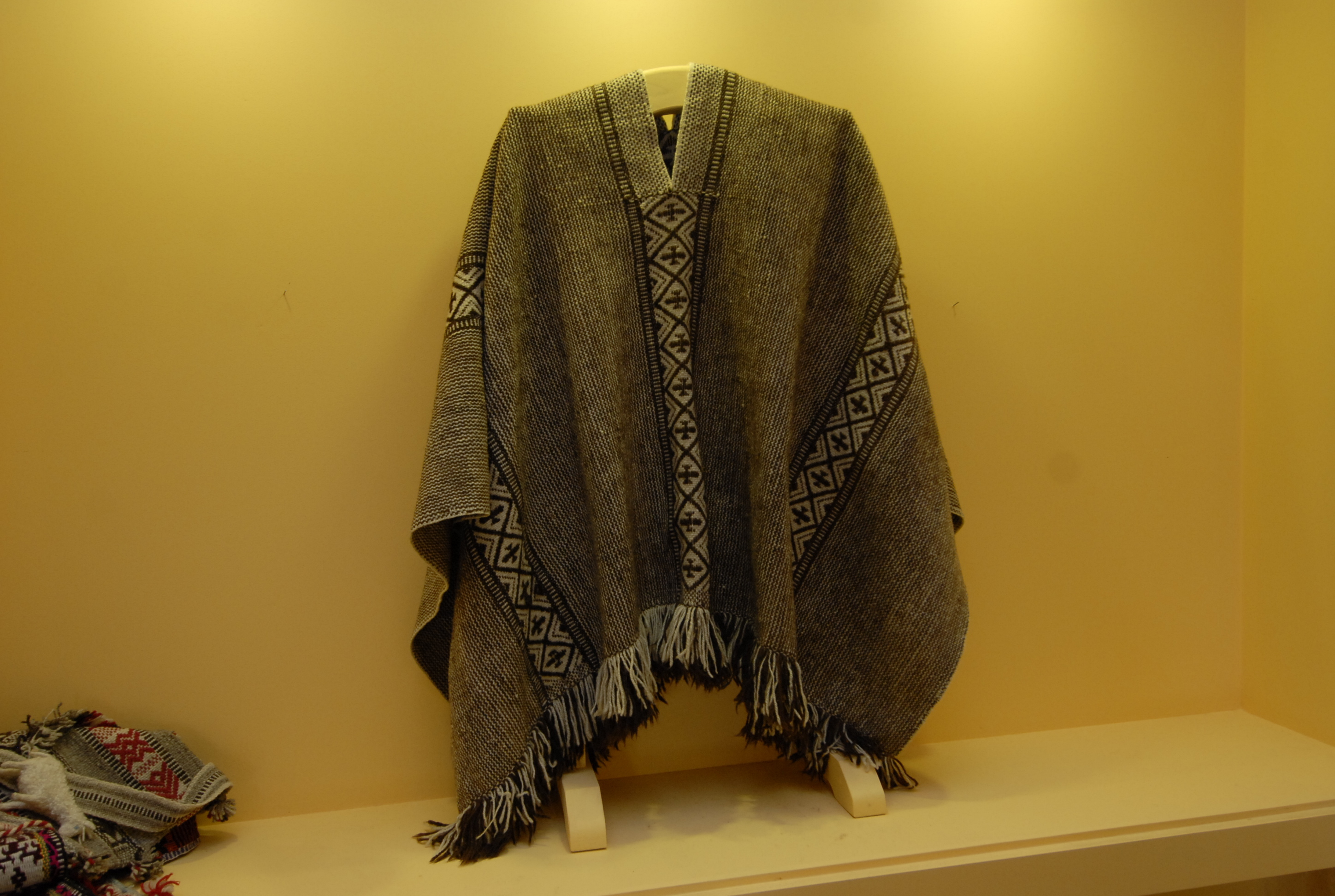
伝統的なマプチェ族のポンチョ

### 技術・工芸
ヨーロッパ人が南アメリカに進出した頃には、マプチェ族は塹壕と複雑な防御砦のネットワークを建築するに充分な技術を備えていた。また、金属加工や乗馬技術を素早く自分たちのものとし、小麦栽培や羊の飼育も取り入れた。スペインからの植民地と、相対的に良く自治管理されたマプチェの居住地は300年にわたって共存し、両者の間には強い交易関係が生まれた。マプチェ族が伝統的に持っていた銀細工の技術は広く流通したチリやスペインの硬貨の質を支え、また宝石類やヘッドバンドなどもその精巧さが高く評価されていた。近年では、彼らの文化を伝える機織や手工芸品が観光みやげなどになり、現金収入の一手段ともなっている。

### 言語
マプチェ族の言語は、アラウコ語族の代表的言語であるマプチェ語（マプチェ・ドゥングン＝「マプチェ人の舌」の意味）を用いている。これは、北アメリカ先住民族言語にも見られる複雑な動詞語幹を特徴とする。一方で文字を持たず、神話などはもっぱら口頭で伝承されて来た。大別すると二つの系統があり、ウイジチェ語系とマプチェ語系に分けられる。言語学的には直接関連していないが、いくつかの語彙にケチュア語からの影響が識別されている。
マプチェ語は現在、チリとアルゼンチンの一部地域で用いられているが、流暢に喋ることができる人口はチリ国内に約200,000人にとどまる。教育現場でのマプチェ語学習はビオビオ州、ラ・アラウカニア州、ロス・ラゴス州で実施されている。
マプチェ族のうち、マプチェ語を話せる者は20%しかいない。

### 神話と信仰
マプチェ族の信仰はマチ(en)と呼ばれる祈祷師が執り行う儀式を中心とした自然崇拝に分類される。彼らの信仰では、伝承『Trentren Vilu y Caicai Vilu』が重要な位置を占める。さらにNgenやPillanなどをはじめとする自然崇拝に基づいた霊的存在が信奉されている。マチはシャーマニズム的な特徴を持ち、通常は女性が担いつつ、年長の者が後進を指導する。マチは多様な薬草などや科学的な知識を広く持ち、病気治療（マチトゥン）や悪霊払い、または雨乞い（ギジャトゥン）や豊作についての儀式や社会的な交流などを執り行う。
また、1540年代から続いたスペインやチリに対する独立や抵抗と、1870年代にチリによって征服された歴史もマプチェ族の信仰において重要な位置を占めている。これらの記憶や物語・信念などは時に局地的なものだったりかなり特殊なものに変化している場合もある。しかし、チリに生きる多くのマプチェ族が自分をチリ人だと、アルゼンチンに生きる彼らが自分をアルゼンチン人だと受け取っている現在においても、その反抗の歴史は消えること無く未だに息づき、チリの文化に多大な影響を与えている。

### 音楽
マプチェ族では、音楽は儀式の一環として演奏される。木製の笛ピフィルカ(Pifilca)、角のホルン・トゥルトゥルカ(Trutruka)、片面太鼓クルトゥルン(Kultrun)、口琴トロンペ(Trompe)など固有の楽器を用い、列になって演奏しながら祭壇を廻る。この他にも、語り調の歌も伝わっている。
現代にマプチェ音楽を伝えるミュージシャンとしては、アルゼンチンのベアトリス・ピチ・マレンなどが活躍している。